# Donatio inter virum et uxorem
Donatio inter virum et uxorem – łac. „darowizna między małżonkami” w prawie rzymskim. Zakazywało ono jakichkolwiek darowizn między małżonkami. Wszelkie dokonane darowizny stawały się z reguły nieważne.
Zakaz ten wywodził się z tradycji przodków (mos maiorum) i obyczajów. Uważa się, że chciano w ten sposób wyeliminować naciski majątkowe w małżeństwie (np. obietnica darowizny celem nakłonienia do rozwodu lub celem odwiedzenia od takiego zamiaru).
Nieważne darowizny dokonane w czasie małżeństwa i nieodwołane przez darczyńcę za jego życia konwalidowały się z chwilą jego śmierci.
Do wyjątków od zakazu darowizny należały drobne, okazjonalne podarunki.
Prawo dopuszczało natomiast dokonywanie przez mężczyznę na rzecz przyszłej żony darowizny przedmałżeńskiej (donatio ante nuptias), której celem było – zgodnie z panującym obyczajem – zabezpieczenie małżonki na wypadek rozwiązania małżeństwa. Kobieta – jeżeli była niezamożna – mogła następnie po zawarciu małżeństwa przekazać tak dokonaną darowiznę tytułem posagu.
Kodeks Justyniana zezwalał na dokonywanie darowizn, w celu zabezpieczenia żony, również w trakcie trwania małżeństwa (darowizna z okazji małżeństwa – donatio propter nuptias). Do takiej darowizny stosowano przepisy dotyczące posagu. W wypadku rozwiązaniu małżeństwa mąż obowiązany był zwrócić darowiznę. Jeżeli jednak małżeństwo rozwiązano z winy żony, traciła ona prawo do domagania się zwrotu.